# 伯迪克陨击坑
伯迪克陨击坑（Boeddicker）是火星埃俄利斯区的一座大型撞击坑，中心坐标位于南纬15度、西经197.7度，直径109公里，其名称取自德国天文学家奥托·伯迪克（1853年–1937年），1973年，被国际天文联合会批准接受。
伯迪克陨击坑曾被列为2003年火星探测车的着陆点，这是2001年1月24日至25日，美国宇航局艾姆斯研究中心举办的2003年火星探测车首次着陆场研讨会之后，从185处提议的地点中选取的25个候选目标地之一。
伯迪克陨击坑有一片均匀倾斜的坑底，与东面古瑟夫撞击坑一样，具有渐变的反照率痕迹，一些研究人员推测这可能是风成沉积形成的结果。

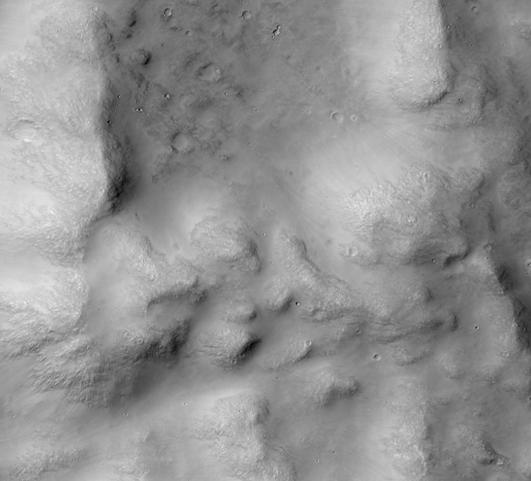
高分辨率成像科学设备显示的伯迪克陨击坑坑底。
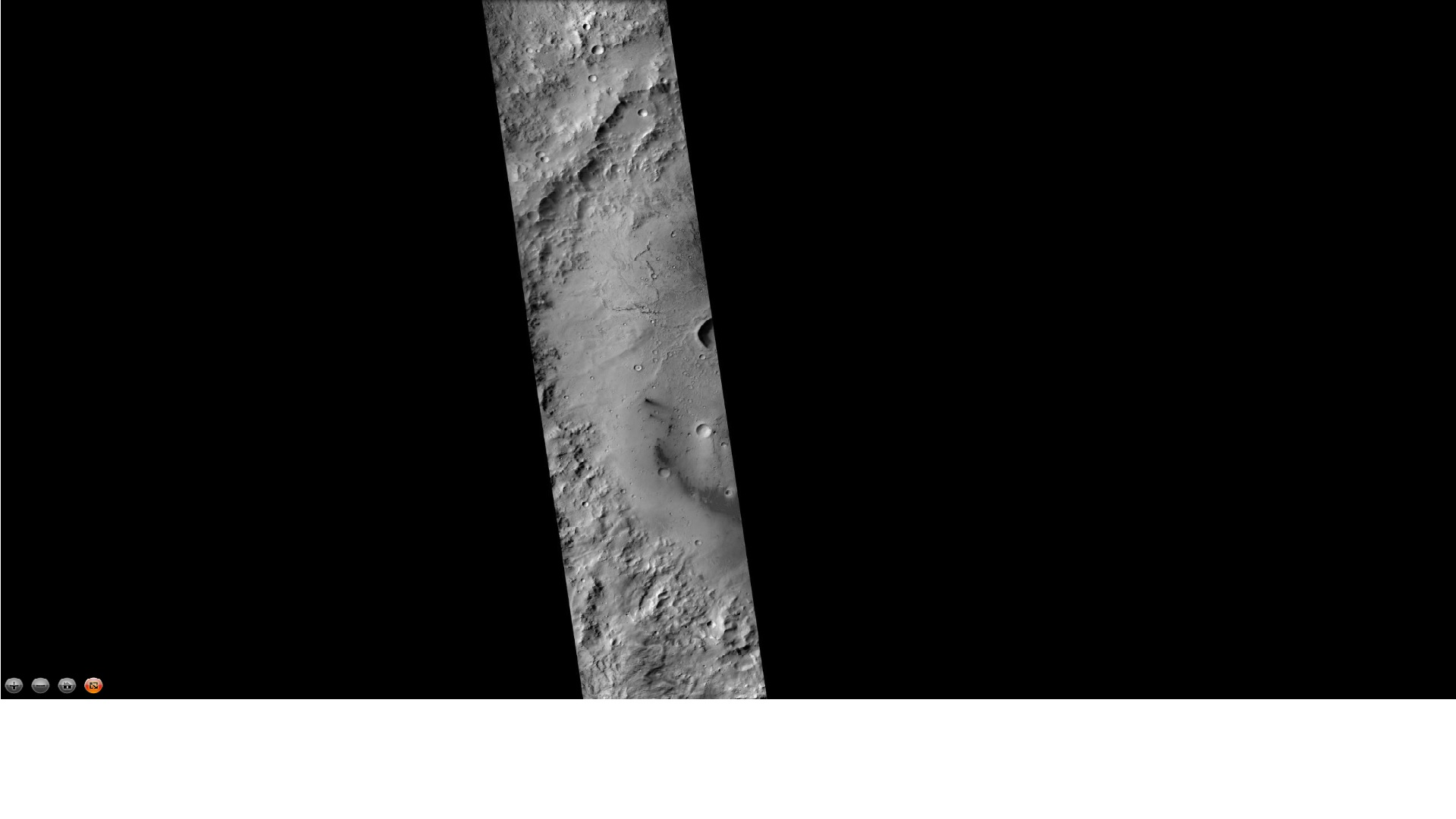
火星勘测轨道飞行器背景相机拍摄的伯迪克陨击坑西侧部分。
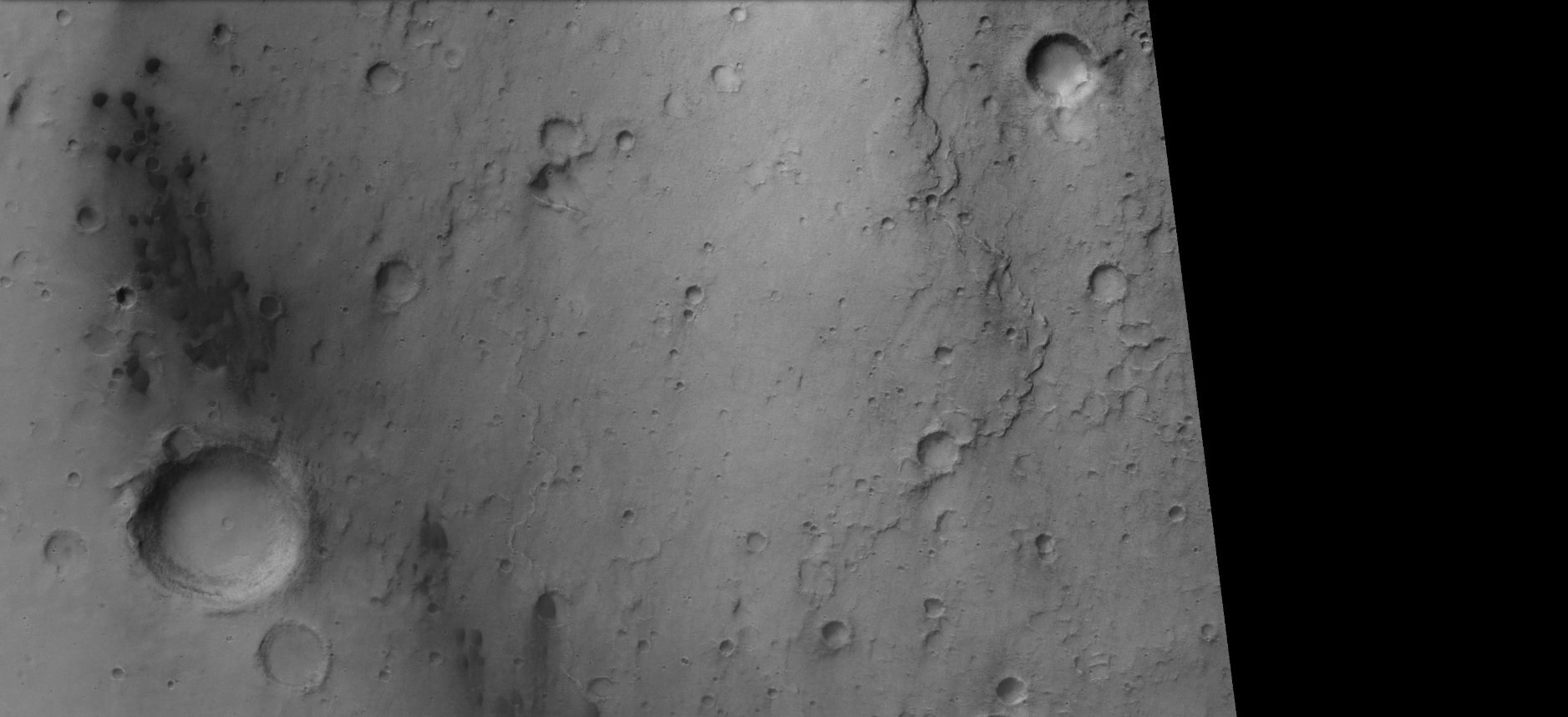
上一幅照片的放大，显示了伯迪克陨击坑底部的沙丘。
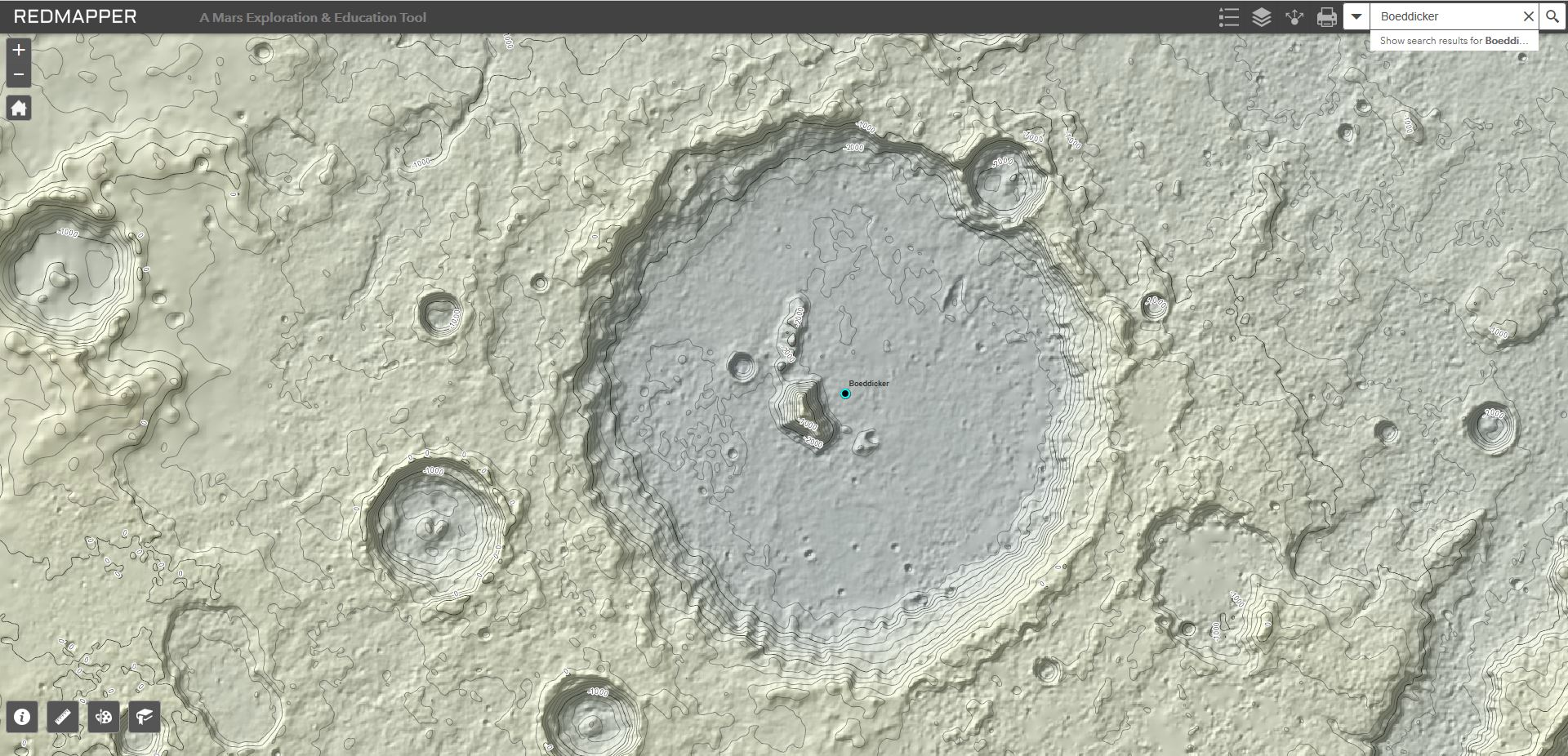
显示了伯迪克陨击坑和中央山丘的地形图，该山丘约高出陨底1800米。

## 另请查看
- 火星的地下水
- 火星地质
- 高分辨率成像科学设备
- 撞击坑
- 撞击事件
- 火星撞击坑
- 火星矿石资源
- 行星体系命名法